# Lista planetelor minore/18801–18900
Aceasta este Lista planetelor minore/18801–18900; pentru a naviga prin lista completă vezi Lista planetelor minore.
Pentru ale detalii vezi și Proiect:Astronomie sau Portal:Astronomie.
| Nume                | Denumire provizorie | Data descoperirii  | Locul descoperirii         | Descoperitor(i)                 |
| ------------------- | ------------------- | ------------------ | -------------------------- | ------------------------------- |
| 18801 Noelleoas     | 1999 JO76           | 10 mai 1999        | Socorro                    | LINEAR                          |
| 18802 -             | 1999 JR76           | 10 mai 1999        | Socorro                    | LINEAR                          |
| 18803 Hillaryoas    | 1999 JH77           | 12 mai 1999        | Socorro                    | LINEAR                          |
| 18804 -             | 1999 JS77           | 12 mai 1999        | Socorro                    | LINEAR                          |
| 18805 Kellyday      | 1999 JX77           | 12 mai 1999        | Socorro                    | LINEAR                          |
| 18806 Zachpenn      | 1999 JX79           | 13 mai 1999        | Socorro                    | LINEAR                          |
| 18807 -             | 1999 JL85           | 14 mai 1999        | Socorro                    | LINEAR                          |
| 18808 -             | 1999 JP85           | 15 mai 1999        | Socorro                    | LINEAR                          |
| 18809 Meileawertz   | 1999 JP86           | 12 mai 1999        | Socorro                    | LINEAR                          |
| 18810 -             | 1999 JF96           | 12 mai 1999        | Socorro                    | LINEAR                          |
| 18811 -             | 1999 KJ1            | 18 mai 1999        | Višnjan Observatory⁠(d)     | K. Korlević                     |
| 18812 Aliadler      | 1999 KT13           | 18 mai 1999        | Socorro                    | LINEAR                          |
| 18813 -             | 1999 KH15           | 20 mai 1999        | Socorro                    | LINEAR                          |
| 18814 Ivanovsky     | 1999 KJ17           | 20 mai 1999        | Anderson Mesa              | LONEOS                          |
| 18815 -             | 1999 LT8            | 8 iunie 1999       | Socorro                    | LINEAR                          |
| 18816 -             | 1999 LW25           | 9 iunie 1999       | Socorro                    | LINEAR                          |
| 18817 -             | 1999 LF32           | 15 iunie 1999      | Kitt Peak                  | Spacewatch                      |
| 18818 Yasuhiko      | 1999 MB2            | 21 iunie 1999      | Nanyo⁠(d)                   | T. Okuni⁠(d)                     |
| 18819 -             | 1999 NK8            | 13 iulie 1999      | Socorro                    | LINEAR                          |
| 18820 -             | 1999 NS9            | 13 iulie 1999      | Socorro                    | LINEAR                          |
| 18821 Markhavel     | 1999 NW9            | 13 iulie 1999      | Socorro                    | LINEAR                          |
| 18822 -             | 1999 NL19           | 14 iulie 1999      | Socorro                    | LINEAR                          |
| 18823 Zachozer      | 1999 NS20           | 14 iulie 1999      | Socorro                    | LINEAR                          |
| 18824 Graves        | 1999 NF23           | 14 iulie 1999      | Socorro                    | LINEAR                          |
| 18825 Alicechai     | 1999 NO23           | 14 iulie 1999      | Socorro                    | LINEAR                          |
| 18826 Leifer        | 1999 NG24           | 14 iulie 1999      | Socorro                    | LINEAR                          |
| 18827 -             | 1999 NA26           | 14 iulie 1999      | Socorro                    | LINEAR                          |
| 18828 -             | 1999 NT27           | 14 iulie 1999      | Socorro                    | LINEAR                          |
| 18829 -             | 1999 NE30           | 14 iulie 1999      | Socorro                    | LINEAR                          |
| 18830 Pothier       | 1999 NZ35           | 14 iulie 1999      | Socorro                    | LINEAR                          |
| 18831 -             | 1999 NP37           | 14 iulie 1999      | Socorro                    | LINEAR                          |
| 18832 -             | 1999 NV42           | 14 iulie 1999      | Socorro                    | LINEAR                          |
| 18833 -             | 1999 NT53           | 12 iulie 1999      | Socorro                    | LINEAR                          |
| 18834 -             | 1999 NN55           | 12 iulie 1999      | Socorro                    | LINEAR                          |
| 18835 -             | 1999 NK56           | 12 iulie 1999      | Socorro                    | LINEAR                          |
| 18836 Raymundto     | 1999 NM62           | 13 iulie 1999      | Socorro                    | LINEAR                          |
| 18837 -             | 1999 NY62           | 13 iulie 1999      | Socorro                    | LINEAR                          |
| 18838 Shannon       | 1999 OQ             | 18 iulie 1999      | Ondřejov⁠(d)                | L. Šarounová⁠(d), P. Kušnirák⁠(d) |
| 18839 Whiteley      | 1999 PG             | 5 august 1999      | Reedy Creek                | J. Broughton⁠(d)                 |
| 18840 Yoshioba      | 1999 PT4            | 8 august 1999      | Nanyo⁠(d)                   | T. Okuni⁠(d)                     |
| 18841 Hruška        | 1999 RL3            | 6 septembrie 1999  | Kleť                       | J. Tichá⁠(d), M. Tichý⁠(d)        |
| 18842 -             | 1999 RB22           | 7 septembrie 1999  | Socorro                    | LINEAR                          |
| 18843 Ningzhou      | 1999 RK22           | 7 septembrie 1999  | Socorro                    | LINEAR                          |
| 18844 -             | 1999 RU27           | 8 septembrie 1999  | Višnjan Observatory⁠(d)     | K. Korlević                     |
| 18845 Cichocki      | 1999 RY27           | 7 septembrie 1999  | Črni Vrh                   | H. Mikuž⁠(d)                     |
| 18846 -             | 1999 RB28           | 8 septembrie 1999  | Kleť                       | Kleť                            |
| 18847 -             | 1999 RJ32           | 9 septembrie 1999  | Višnjan Observatory⁠(d)     | K. Korlević                     |
| 18848 -             | 1999 RH41           | 13 septembrie 1999 | Socorro                    | LINEAR                          |
| 18849 -             | 1999 RK55           | 7 septembrie 1999  | Socorro                    | LINEAR                          |
| 18850 -             | 1999 RO81           | 7 septembrie 1999  | Socorro                    | LINEAR                          |
| 18851 Winmesser     | 1999 RP84           | 7 septembrie 1999  | Socorro                    | LINEAR                          |
| 18852 -             | 1999 RP91           | 7 septembrie 1999  | Socorro                    | LINEAR                          |
| 18853 -             | 1999 RO92           | 7 septembrie 1999  | Socorro                    | LINEAR                          |
| 18854 -             | 1999 RJ102          | 8 septembrie 1999  | Socorro                    | LINEAR                          |
| 18855 Sarahgutman   | 1999 RQ112          | 9 septembrie 1999  | Socorro                    | LINEAR                          |
| 18856 -             | 1999 RT116          | 9 septembrie 1999  | Socorro                    | LINEAR                          |
| 18857 Lalchandani   | 1999 RE117          | 9 septembrie 1999  | Socorro                    | LINEAR                          |
| 18858 Tecleveland   | 1999 RO117          | 9 septembrie 1999  | Socorro                    | LINEAR                          |
| 18859 -             | 1999 RM130          | 9 septembrie 1999  | Socorro                    | LINEAR                          |
| 18860 -             | 1999 RL133          | 9 septembrie 1999  | Socorro                    | LINEAR                          |
| 18861 Eugenishmidt  | 1999 RW166          | 9 septembrie 1999  | Socorro                    | LINEAR                          |
| 18862 Warot         | 1999 RE183          | 9 septembrie 1999  | Socorro                    | LINEAR                          |
| 18863 -             | 1999 RC191          | 11 septembrie 1999 | Socorro                    | LINEAR                          |
| 18864 -             | 1999 RQ195          | 8 septembrie 1999  | Socorro                    | LINEAR                          |
| 18865 -             | 1999 RQ204          | 8 septembrie 1999  | Socorro                    | LINEAR                          |
| 18866 -             | 1999 RA208          | 8 septembrie 1999  | Socorro                    | LINEAR                          |
| 18867 -             | 1999 RX223          | 7 septembrie 1999  | Catalina                   | CSS                             |
| 18868 -             | 1999 TD101          | 2 octombrie 1999   | Socorro                    | LINEAR                          |
| 18869 -             | 1999 TU222          | 2 octombrie 1999   | Socorro                    | LINEAR                          |
| 18870 -             | 1999 US13           | 29 octombrie 1999  | Catalina                   | CSS                             |
| 18871 Grauer        | 1999 VQ12           | 11 noiembrie 1999  | Fountain Hills⁠(d)          | C. W. Juels⁠(d)                  |
| 18872 Tammann       | 1999 VR20           | 8 noiembrie 1999   | Gnosca⁠(d)                  | S. Sposetti⁠(d)                  |
| 18873 Larryrobinson | 1999 VJ22           | 13 noiembrie 1999  | EverStaR⁠(d)                | M. Abraham⁠(d), G. Fedon⁠(d)      |
| 18874 Raoulbehrend  | 1999 VZ22           | 8 noiembrie 1999   | Gnosca⁠(d)                  | S. Sposetti⁠(d)                  |
| 18875 -             | 1999 VT39           | 11 noiembrie 1999  | Kitt Peak                  | Spacewatch                      |
| 18876 Sooner        | 1999 XM             | 2 decembrie 1999   | Oaxaca                     | J. M. Roe⁠(d)                    |
| 18877 Stevendodds   | 1999 XP7            | 4 decembrie 1999   | Fountain Hills⁠(d)          | C. W. Juels⁠(d)                  |
| 18878 -             | 1999 XD118          | 5 decembrie 1999   | Catalina                   | CSS                             |
| 18879 -             | 1999 XJ143          | 15 decembrie 1999  | Fountain Hills⁠(d)          | C. W. Juels⁠(d)                  |
| 18880 Toddblumberg  | 1999 XM166          | 10 decembrie 1999  | Socorro                    | LINEAR                          |
| 18881 -             | 1999 XL195          | 12 decembrie 1999  | Socorro                    | LINEAR                          |
| 18882 -             | 1999 YN4            | 28 decembrie 1999  | Socorro                    | LINEAR                          |
| 18883 Domegge       | 1999 YT8            | 31 decembrie 1999  | EverStaR⁠(d)                | M. Abraham⁠(d), G. Fedon⁠(d)      |
| 18884 -             | 1999 YE9            | 30 decembrie 1999  | Višnjan Observatory⁠(d)     | K. Korlević                     |
| 18885 -             | 2000 AH80           | 5 ianuarie 2000    | Socorro                    | LINEAR                          |
| 18886 -             | 2000 AN164          | 5 ianuarie 2000    | Socorro                    | LINEAR                          |
| 18887 Yiliuchen     | 2000 AP181          | 7 ianuarie 2000    | Socorro                    | LINEAR                          |
| 18888 -             | 2000 AV246          | 7 ianuarie 2000    | Kitt Peak                  | Spacewatch                      |
| 18889 -             | 2000 CC28           | 8 februarie 2000   | Socorro                    | LINEAR                          |
| 18890 -             | 2000 EV26           | 9 martie 2000      | Socorro                    | LINEAR                          |
| 18891 Kamler        | 2000 EF40           | 8 martie 2000      | Socorro                    | LINEAR                          |
| 18892 -             | 2000 ET137          | 9 martie 2000      | Socorro                    | LINEAR                          |
| 18893 -             | 2000 GH1            | 2 aprilie 2000     | Starkenburg Observatory⁠(d) | Starkenburg⁠(d)                  |
| 18894 -             | 2000 GF42           | 5 aprilie 2000     | Socorro                    | LINEAR                          |
| 18895 -             | 2000 GJ108          | 7 aprilie 2000     | Socorro                    | LINEAR                          |
| 18896 -             | 2000 GN113          | 6 aprilie 2000     | Socorro                    | LINEAR                          |
| 18897 -             | 2000 HG30           | 28 aprilie 2000    | Socorro                    | LINEAR                          |
| 18898 -             | 2000 JX             | 1 mai 2000         | Socorro                    | LINEAR                          |
| 18899 -             | 2000 JQ2            | 3 mai 2000         | Višnjan Observatory⁠(d)     | K. Korlević                     |
| 18900 -             | 2000 LD12           | 4 iunie 2000       | Socorro                    | LINEAR                          |